# Trosa (commune)
La commune de Trosa est une commune suédoise du comté de Södermanland. Environ 14170 personnes y vivent (2020). Son chef-lieu se situe à Trosa.